# Žiar (okres Liptovský Mikuláš)
Žiar (Hongaars: Zsár) is een Slowaakse gemeente in de regio Žilina, en maakt deel uit van het district Liptovský Mikuláš.
Žiar telt 432 inwoners.